# Dicyrtomellus tingitanus
Dicyrtomellus tingitanus  (лат.) — вид дорожных ос (Pompilidae).

## Распространение
Палеарктика: Болгария, Испания, Италия, Кипр, Россия, Румыния, Швейцария, Северная Африка, Англия, Греция, Узбекистан, Югославия.

## Описание
Охотятся и откладывают яйца на пауков. В Турции отмечены на высотах 950—1300 метров в период с июля по сентябрь.